# 文化書社
文化書社（ぶんかしょしゃ）とは、1920年に毛沢東らによって中華民国湖南省長沙市で設立された出版社の名称であり、共産主義運動の準備活動の一環をなすものであった。毛沢東はこの出版社の目的を、迅速に簡便に中外各種の書籍や新聞や雑誌を紹介することとしていた。文化書社が取り扱った書籍は幅広く、小説から社会学までの多岐にわたった。文化書社の取り扱った書籍は当時の知識に飢えていた青年たちに歓迎され営業的に成功した。そして後に各地に文化書社の支社を設けたり、各地の学校に販売部を設けるまでになった。だが1927年の反革命の風潮の中で文化書社は閉鎖された。